# Judo aux Jeux paralympiques d'été de 2024
Navigation
Tokyo 2020
Le judo aux Jeux paralympiques d'été de 2024 se déroulent du 5 au 7 septembre 2024 à l'Arena Champ-de-Mars à Paris, en France. Il s'agit de la 10e apparition du judo aux Jeux paralympiques.
Seize finales figurent au programme de cette compétition (huit masculine, huit féminine).

## Organisation

### Site des compétitions

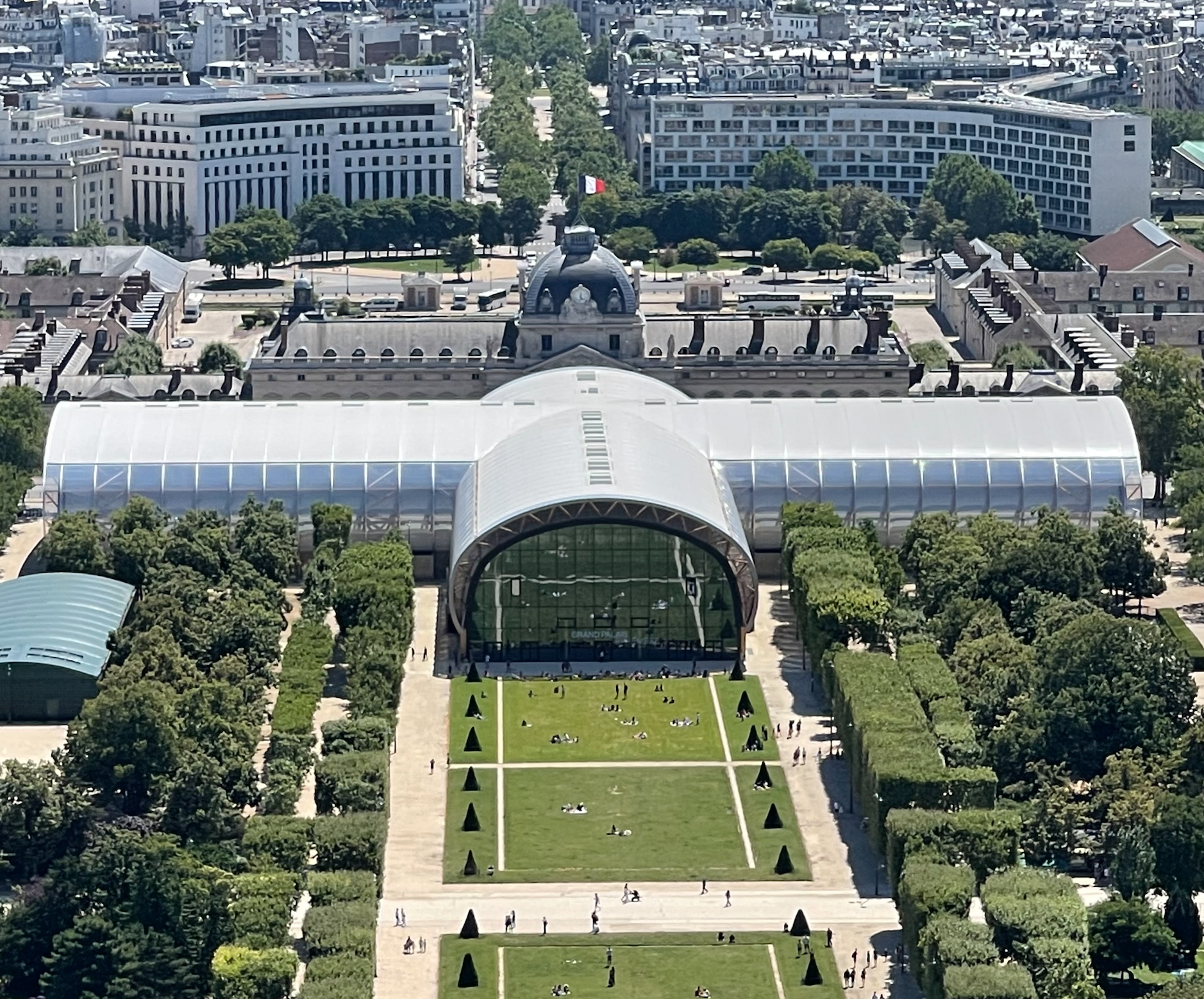
Vue aérienne du Grand Palais éphémère

Le Grand Palais éphémère, nommé Arena Champ-de-Mars à l'occasion des Jeux, est construit face à la tour Eiffel sur le Champ-de-Mars dans le but d'accueillir les expositions et les événements culturels pendant la durée des travaux de rénovation du Grand Palais. Il ouvre ses portes le 12 juin 2021.
Outre les épreuves de judo handisport, il accueillera également celles de rugby-fauteuil et, lors des Jeux olympiques, les épreuves de judo et de lutte.

### Classification
Les judokas sont classés par catégorie de handicaps :
- Les judokas non-voyants (J1)
- Les judokas malvoyants (J2)

### Calendrier
| Épreuve ↓ / Date → | Épreuve ↓ / Date → | Je 5  | Je 5  | Ve 6  | Ve 6  | Sa 7  | Sa 7  |
| Épreuve ↓ / Date → | Épreuve ↓ / Date → | M     | A     | M     | A     | M     | A     |
| ------------------ | ------------------ | ----- | ----- | ----- | ----- | ----- | ----- |
| Hommes             | Moins de 60 kg     | J1&J2 | J1&J2 |       |       |       |       |
| Hommes             | Moins de 73 kg     |       |       | J1&J2 | J1&J2 |       |       |
| Hommes             | Moins de 90 kg     |       |       |       |       | J1&J2 | J1&J2 |
| Hommes             | Plus de 90 kg      |       |       |       |       | J1&J2 | J1&J2 |
| Femmes             | Moins de 48 kg     | J1&J2 | J1&J2 |       |       |       |       |
| Femmes             | Moins de 57 kg     | J1    | J1    | J2    | J2    |       |       |
| Femmes             | Moins de 70 kg     |       |       | J1&J2 | J1&J2 |       |       |
| Femmes             | Plus de 70 kg      |       |       |       |       | J1&J2 | J1&J2 |

| - M : combats le matin - A : combats l'après-midi - Q : éliminatoires et quarts de finales - F : repêchages, demi-finales et combats pour les médailles |

## Participants

### Nations participantes
| Afrique                            | Amériques | Asie | Europe | Océanie         |
| ---------------------------------- | --- | --- | --- | --------------- |
| - Algérie (2) - Afrique du Sud (1) | - Argentine (5) - Brésil (15) - Canada (1) - Chili (1) - Cuba (1) - États-Unis (2) - Uruguay (1) - Vénézuela (2) | - Chine (7) - Corée du Sud (2) - Émirats arabes unis (1) - Géorgie (5) - Inde (2) - Indonésie (3) - Iran (2) - Irak (1) - Japon (6) - Kazakhstan (10) - Kirghizistan (1) - Mongolie (4) - Ouzbékistan (8) - Taipei chinois (1) - Thaïlande (1) | - Azerbaïdjan (3) - Allemagne (6) - Espagne (4) - France (9) - Grande-Bretagne (3) - Grèce (2) - Hongrie (1) - Italie (5) - Lituanie (1) - Moldavie (3) - Pays-Bas (1) - Portugal (2) - Roumanie (2) - Suède (1) - Suisse (1) - Turquie (10) - Ukraine (6) | - Australie (1) |
| 2 pays                             | 8 pays | 15 pays | 17 pays | 1 pays          |

## Médaillés

### Hommes
| Épreuves          | Or                               | Argent                     | Bronze                                            |
| Moins de 60 kg J1 | Abdelkader Bouamer (ALG)         | Meysam Banitaba (IRI)      | Marcos Dennis Blanco (VEN) Kapil Parmar (IND)     |
| Moins de 60 kg J2 | Sherzod Namozov (UZB)            | Zurab Zurabiani (GEO)      | Ishak Ouldkouider (ALG) Davyd Khorava (UKR)       |
| Moins de 73 kg J1 | Alex Bologa (ROU)                | Yergali Shamey (KAZ)       | Lennart Sass (GER) Djibrilo Iafa (POR)            |
| Moins de 73 kg J2 | Yujiro Seto (JPN)                | Giorgi Kaldani (GEO)       | Uchkun Kuranbaev (UZB) Osvaldas Bareikis (LTU)    |
| Moins de 90 kg J1 | Arthur Cavalcante da Silva (BRA) | Daniel Powell (GBR)        | Cyril Jonard (FRA) Oleg Crețul (MDA)              |
| Moins de 90 kg J2 | Oleksandr Nazarenko (UKR)        | Hélios Latchoumanaya (FRA) | Davurkhon Karomatov (UZB) Marcelo Casanova (BRA)  |
| Plus de 90 kg J1  | Wilians Silva de Araújo (BRA)    | Ion Basoc (MDA)            | Jason Grandry (FRA) Ilham Zakiyev (AZE)           |
| Plus de 90 kg J2  | İbrahim Bölükbaşı (TUR)          | Revaz Chikoidze (GEO)      | Zhurkamyrza Shukurbekov (KAZ) Chris Skelley (GBR) |

### Femmes
| Épreuves          | Or                          | Argent                           | Bronze                                             |
| Moins de 48 kg J1 | Shi Yijie (CHN)             | Maria Liana Mutia (USA)          | Anzhela Havrysiuk (UKR) Paula Gómez (ARG)          |
| Moins de 48 kg J2 | Akmaral Nauatbek (KAZ)      | Sandrine Martinet (FRA)          | Li Liqing (CHN) Cahide Eke (TUR)                   |
| Moins de 57 kg J1 | Shi Yijie (CHN)             | Maria Liana Mutia (USA)          | Anzhela Havrysiuk (UKR) Paula Gómez (ARG)          |
| Moins de 57 kg J2 | Junko Hirose (JPN)          | Kumushkhon Khodjaeva (UZB)       | Dayana Fedossova (KAZ) Marta Arce Payno (ESP)      |
| Moins de 70 kg J1 | Liu Li (CHN)                | Brenda Souza (BRA)               | Theodora Paschalidou (GRE) Nicolina Pernheim (SWE) |
| Moins de 70 kg J2 | Alana Maldonado (BRA)       | Wang Yue (CHN)                   | Kazusa Ogawa (JPN) Ina Kaldani (GEO)               |
| Plus de 70 kg J1  | Anastasiia Harnyk (UKR)     | Erika Zoaga (BRA)                | Nazan Akın Güneş (TUR) Christella Garcia (USA)     |
| Plus de 70 kg J2  | Rebeca de Souza Silva (BRA) | Sheyla Hernández Estupiñán (CUB) | Wang Hongyu (CHN) Zarina Raifova (KAZ)             |

## Tableau des médailles
- Pays organisateur (France)

| Rang  | Nation | Or | Argent | Bronze | Total |
| ----- | ------ | -- | ------ | ------ | ----- |
| 1     |        |    |        |        |       |
| 2     |        |    |        |        |       |
| 3     |        |    |        |        |       |
| 4     |        |    |        |        |       |
| 5     |        |    |        |        |       |
| Total | Total  | 16 | 16     | 16     | 48    |